# سیری‌ناپذیر
سیری‌ناپذیر (انگلیسی: Insatiable) فیلمی پورنو به کارگردانی استو سگال محصول سال ۱۹۸۰ است. از بازیگران آن می‌توان به مریلین چیمبرز، جسی سنت جیمز، جان لسلی، و جان هولمز اشاره کرد.